# Казанское (Костанайская область)
Казанское (каз. Қазан) — упразднённое село в Наурзумском районе Костанайской области Казахстана. Ликвидировано в 2009 году. Входило в состав Шолаксайского сельского округа.

## Население
В 1999 году население села составляло 107 человек (50 мужчин и 57 женщин). По данным переписи 2009 года в селе проживал 1 мужчина.